# كوامي أغبو
كوامي أغبو (بالفرنسية: Kuami Agboh)‏ (مواليد 28 ديسمبر 1977) هو لاعب كرة قدم. يلعب مع منتخب توغو لكرة القدم. سبق له أن لعب في كأس العالم لكرة القدم مع منتخب بلاده.

## روابط خارجية
- كوامي أغبو على موقع الاتحاد الدولي (مؤرشف)  (الإنجليزية)
- كوامي أغبو على موقع قاعدة بيانات كرة القدم.إي يو (الإنجليزية)
- كوامي أغبو على موقع ناشيونال فوتبول تيمز (الإنجليزية)
- كوامي أغبو على موقع Soccerway.com (الإنجليزية)
- كوامي أغبو على موقع كووورة